# 加賀FEI
加賀FEI株式会社（かが・エフイーアイ）は、加賀電子グループの一つで電子機器用・通信機器用部品を販売する専門商社である。2020年に富士通エレクトロニクス株式会社より社名変更した。

## 主力製品・事業
- 半導体素子および集積回路ならびに電子機器用・通信機器用部品の開発製造・販売
- ソフトウェアの開発製造・販売
- 集積回路の回路設計および販売

## 沿革
- 1952年 - 平山電機商事株式会社として設立。
- 1973年 - 双立商事株式会社（昭和31年1月設立）と合併、富士通部品商事株式会社に商号変更。
- 1984年 - 富士通部商株式会社に商号変更。
- 1987年 - 富士通マイクロデバイス株式会社に商号変更。
- 1990年 - 富士通マイコンシステムズ株式会社（昭和56年4月設立）と合併、富士通デバイス株式会社に商号変更。
- 1998年 - 東京証券取引所第二部に上場。
- 2007年 - 東京証券取引所上場廃止。富士通の完全子会社となる。富士通の電子デバイス営業部門と統合し、富士通エレクトロニクス株式会社に商号変更。
- 2008年 - 親会社の分社化により、富士通マイクロエレクトロニクス株式会社（現・富士通セミコンダクター）の完全子会社となる。
- 2015年 - 富士通セミコンダクターの海外グループ会社であった5社を子会社化。
- 2019年 - 親会社の富士通セミコンダクターが当社株式の70％を加賀電子に譲渡[1]。
- 2020年 - 社名を加賀FEI株式会社に変更[2]。